# Pachyteria sumatrana
Pachyteria sumatrana là một loài bọ cánh cứng trong họ Cerambycidae.